# Izates II
Izates foi um rei de Adiabena, filho de Monobas I e de sua irmã e esposa Helena de Adiabena.

## Família
Monobas se apaixonou por sua irmã Helena de Adiabena, casou-se com ela, e a engravidou. Quando os dois estavam deitados, Monobas colocou a mão sobre o ventre da esposa, e dormiu; ele ouviu uma voz, dizendo para ele tirar a mão da barriga da esposa, e não machucar a criança, que nasceria bem com a ajuda de Deus, e teria um final feliz. Ele ficou perturbado, contou a história à esposa, e, quando o filho nasceu, o chamou de Izates.
Ele tinha outro filho, mais velho, com Helena, chamado de Monobas, e vários outros filhos com outras esposas, mas seu filho mais amado era Izates; os irmãos, então, passaram a sentir inveja de Izates, e Monobas enviou seu filho para Abennerig, rei de Cárax Espasinu, para que ele ficasse a salvo. Abennerig o recebeu muito bem, casou-o com sua filha Sâmaco, e deu-lhe propriedades.

## Ascensão
Quando Monobas ficou velho, sentindo que a morte estava próxima, chamou de volta o filho, e entregou-lhe o governo da província chamada Carra, que produzia sal amoníaco e onde, segundo a lenda, havia pousado a Arca de Noé depois do dilúvio. Após a morte de Monobas, Helena, a rainha, convocou os nobres, e disse que a vontade do rei era que Izabas fosse seu sucessor, mas que ela preferia que ele fosse escolhido por vários; os nobres, então, aceitaram a sucessão, porém propuseram que os demais irmãos de Izates fossem mortos. Helena conseguiu adiar o massacre até a chegada de Izates, enquanto isso, Monobas II, o filho mais velho, reinou, e quando Izates chegou, entregou o governo ao irmão.
Izates, que havia conhecido a religião judaica quando estava em Cárax Espasinu, ficou infeliz de ver seus irmãos presos, e os libertou, enviando-os com seus filhos como reféns, alguns para o imperador romano Cláudio, e outros para o rei dos reis parta Artabano II.

## Reinado
Em 45, Helena, a mãe do rei, que havia se convertido à religião judaica, vendo que havia fome na Judeia, conseguiu trazer alimentos de Alexandria e Chipre. Izates enviou dinheiro aos principais magistrados de Jerusalém, e enviou seus cinco filhos para aprenderem a língua e os costumes judeus.
Em 49, Vardanes I tentou convencer Izates a lutar contra os romanos, porém Izates tentou dissuadi-lo, mencionando o poder dos romanos. Vardanes ficou ofendido, e planejou a guerra contra Izates, mas os partas, não querendo a guerra contra Roma, assassinaram Vardanes enquanto ele caçava.

## Sucessão
Izates morreu aos 55 anos de idade, deixando vinte e quatro filhos e vinte e quatro filhas, porém ele ordenou que Monobas II, seu irmão, o sucedesse, porque Monobas havia sido fiel após a morte do pai, e guardado o reino para ele. Monobas II havia se convertido à religião judaica durante o período em que seu irmão reinou, porque ele viu que Izates, por sua piedade, era muito admirado pelos homens. Logo após, morreu Helena, e Monobas enviou os ossos do irmão e da mãe para serem sepultados em Jerusalém, nas três pirâmides que Helena havia construído.

## Tumba
Helena havia construído três pirâmides próximas de Jerusalém, onde foram enterrados os ossos de Izates; estas pirâmides ainda eram visíveis na época de Eusébio de Cesareia.